# Mattia Nissolino
Mattia Nissolino (Roma, 13 gennaio 1997) è un doppiatore italiano.

## Biografia
Fratello minore del doppiatore Alessio Nissolino, è figlio di un fonico di doppiaggio della Fono Roma. Ha iniziato la sua carriera di doppiatore nel mondo dei lungometraggi animati, dando la voce al cavalluccio marino Varenne in Alla ricerca di Nemo. Ha lavorato anche in altri film d'animazione, come Bambi 2, L'era glaciale 2 - Il disgelo e Surf's Up - I re delle onde.
Nel 2008, ha doppiato Dylan Sprouse nel ruolo di Zack Martin nella serie televisiva targata Disney Channel Zack e Cody sul ponte di comando. Dallo stesso anno, ha iniziato a lavorare anche nel mondo del cinema, prestando la voce a Zekeria Ebrahimi ne Il cacciatore di aquiloni, Riley Griffiths in Super 8, Sam Bell nel ruolo di George Harrison in Nowhere Boy (dove ha doppiato insieme al fratello, che ha la parte di Aaron Taylor-Johnson nel ruolo di John Lennon) e Tony Revolori, che interpreta Flash Thompson nei film Spider-Man: Homecoming, Spider-Man: Far from Home e Spider-Man: No Way Home.
Come attore, ha avuto un piccolo ruolo nel film Et in terra pax.
Nel 2008, ha vinto il Premio Giovani Doppiatori per Il cacciatore di aquiloni.

## Doppiaggio

### Cinema
- Tony Revolori in Spider-Man: Homecoming, Spider-Man: Far from Home, Spider-Man: No Way Home
- Alex Etel in The Water Horse - La leggenda degli abissi
- Hunter Clary in Transporter: Extreme
- KJ Apa in The Last Summer
- Sam Bell in Nowhere Boy
- Devon Gearhart in Funny Games
- Riley Griffiths in Super 8
- Thomas Drewson in Sixty Six
- Nathan Kress in Into the Storm
- Ty Wood in Il messaggero - The Haunting in Connecticut
- Mavrick Moreno in Parental Guidance
- Christian Byers in I ragazzi di dicembre
- Aaran Thomas in Hannibal Lecter - Le origini del male
- Simon O'Driscoll in Veronica Guerin - Il prezzo del coraggio
- Julien Frison in Lezioni di felicità - Odette Toulemonde
- Leeon Jones in Attack the Block - Invasione aliena
- Martin Nissen in Un'estate da giganti
- Cyril Mendy in Quasi amici - Intouchables
- Alvin Strollo in We Are the Best!
- Zhaya in Il matrimonio di Tuya
- Zekeria Ebrahimi in Il cacciatore di aquiloni
- Kåre Hedebrant in Lasciami entrare
- Jo Dong-in in One on One
- Dean Goldblum in Darby Harper - Consulenza fantasmi
- Kit Young in The Beautiful Game
- Harry Trevaldwyn ne Il mio anno a Oxford

### Film d'animazione
- Varenne ne Alla ricerca di Nemo
- Ronno in Bambi 2 - Bambi e il Grande Principe della foresta
- Billy Glyptodonte ne L'era glaciale 2 - Il disgelo
- Arnold in Surf's Up - I re delle onde
- Nicolas in Tiffany e i tre briganti
- Tommy in Hui Buh
- Percy in Il trenino Thomas - Thomas e i trenini coraggiosi

### Film TV
- Booboo Stewart in Descendants, Descendants 2, Descendants 3
- Demetrius Joyette in Roxy Hunter e il fantasma del mistero
- Kevin Hernández in Una vacanza d'amore
- Markus Krojer in Missione Natale: un papero da salvare

### Serie televisive
- Connor Jessup in Saddle Club, American Crime
- Àlex Monner in Élite - Storie brevi, Élite
- Aubrey Joseph in Cloak & Dagger
- Dylan Sprouse in Zack e Cody sul ponte di comando
- Daniel Flaherty in Skins
- Miles Heizer in Parenthood
- K'Sun Ray in L'Africa nel cuore
- Jake Paul in Bizaardvark
- Jake T. Austin in I maghi di Waverly
- Ehren Kassam in Degrassi: Next Class
- Matthew Levy in Padre in affitto
- Cooper Pillot in The Naked Brothers Band
- Sam Earle in Degrassi: The Next Generation
- James Fraser in Double Trouble
- Kevin Stevan in 4 contro Z
- Guillermo Santa Cruz in Rebelde Way
- Ty Wood in Il diavolo in Ohio
- Ewan Mitchell in House of the Dragon
- Eros Vlahos in Summer in Transylvania
- Aidan Scott in One Piece
- Ken Nwosu in Il re d'inverno - Artù, dal mito alla leggenda
- Kjell Brutscheidt in Pauline
- Mehdi Meskar in Attacco al potere - Paris Has Fallen
- Edwin Zamorano Prado in Cent’anni di solitudine

### Serie animate
- Suzaku Kururugi bambino in Code Geass: Lelouch of the Rebellion
- Jay in Descendants: Wicked World
- Billie Jo in Boo!
- Wilson in Chuggington (1ª voce)
- Liam in My Life Me
- Bee in Indovina con Jess
- Puddle in Toot & Puddle
- Percy ne Il trenino Thomas[1] (serie 2010)
- Pororo in Pororo (1ª voce)
- Maurice in Eureka Seven
- Shibuki in Zinba
- Mickey in A tutto reality presenta: Missione Cosmo Ridicola
- Zuccotto in Looped - È sempre lunedì
- Haruo Kono in Kengan Ashura
- Taiki Inomata in Blue Box
- Reiji Sugimoto in Solo Leveling